# Mistrzostwa Europy Kadetów w Piłce Siatkowej 2001
Mistrzostwa Europy Kadetów w Piłce Siatkowej 2001 – były IV. edycją tych mistrzostw, które odbyły się w Libercu. Mistrzem Europy kadetów została (po raz trzeci) drużyna Rosji. Zawody trwały w dniach 16–21 kwietnia 2001 roku.

## Grupa A
| Poz. | Drużyna  | Pkt | Mecze | Mecze      | Mecze   | Sety | Sety | Sety  | Pkt | Pkt | Pkt   |
| Poz. | Drużyna  | Pkt | mecze | zwycięstwa | porażki | +    | –    | ratio | +   | –   | ratio |
| ---- | -------- | --- | ----- | ---------- | ------- | ---- | ---- | ----- | --- | --- | ----- |
| 1    | Rosja    | 6   | 3     | 3          | 0       | 9    | 3    | 3.000 | 280 | 233 | 1.202 |
| 2    | Francja  | 5   | 3     | 2          | 1       | 8    | 4    | 2.000 | 271 | 250 | 1.084 |
| 3    | Słowenia | 4   | 3     | 1          | 2       | 3    | 7    | 0.429 | 196 | 236 | 0.831 |
| 4    | Niemcy   | 3   | 3     | 0          | 3       | 3    | 9    | 0.333 | 255 | 283 | 0.901 |

## Grupa B
| Poz. | Drużyna  | Pkt | Mecze | Mecze      | Mecze   | Sety | Sety | Sety  | Pkt | Pkt | Pkt   |
| Poz. | Drużyna  | Pkt | mecze | zwycięstwa | porażki | +    | –    | ratio | +   | –   | ratio |
| ---- | -------- | --- | ----- | ---------- | ------- | ---- | ---- | ----- | --- | --- | ----- |
| 1    | Polska   | 6   | 3     | 3          | 0       | 9    | 3    | 3.000 | 291 | 268 | 1.086 |
| 2    | Włochy   | 5   | 3     | 2          | 1       | 7    | 5    | 1.400 | 273 | 268 | 1.019 |
| 3    | Słowacja | 4   | 3     | 1          | 2       | 6    | 7    | 0.857 | 283 | 283 | 1.000 |
| 4    | Czechy   | 3   | 3     | 0          | 3       | 2    | 9    | 0.222 | 235 | 263 | 0.894 |

## Mecz o miejsca 5-8

### Półfinały o miejsca 5-8
| Czechy | 3-1 | Słowenia |
| Niemcy | 3-2 | Słowacja |

### Mecz o 7. miejsce
| Słowacja | 3-0 | Słowenia |

### Mecz o 5. miejsce
| Niemcy | 3-1 | Czechy |

## Mecze o miejsca 1-4

### Półfinały o miejsca 1-4
| Polska | 3-1 | Francja |
| Rosja  | 3-1 | Włochy  |

### Mecz o 3. miejsce
| Francja | 3-1 | Włochy |

### Finał
| Rosja | 3-1 | Polska |

## Zestawienie końcowe drużyn
| Poz. | Drużyna  |
| ---- | -------- |
|      | Rosja    |
|      | Polska   |
|      | Francja  |
| 4    | Włochy   |
| 5    | Niemcy   |
| 6    | Czechy   |
| 7    | Słowacja |
| 8    | Słowenia |